# Valle de Trápaga-Trapagaran
Trapagaran (Spanisch: Valle de Trápaga) ist eine Gemeinde in der Provinz Bizkaia im nordspanischen Baskenland. Trapagaran hat eine Einwohnerzahl von 11.898 Menschen (Stand: 2024) bei einer Fläche von 13,07 Quadratkilometern.  Der offizielle Name der Gemeinde ist Valle de Trápaga-Trapagaran. Die Europastraße 70 führt durch die Gemeinde.
Valle de Trápaga-Trapagaran liegt 12 km von Bilbao entfernt in der Bergkette Triano in der Provinz Biskaya. Seit der Römerzeit wurde hier Eisenerz abgebaut, und nach dem Bau der Eisenbahn im späten 19. Jahrhundert nahmen die Bergbauaktivitäten und die Wohnbebauung in der oberen Zone stark zu. Mitte des 20. Jahrhunderts waren die Eisenerzvorkommen erschöpft, und heute ist das Gebiet ein Wohn- und Erholungsgebiet, obwohl Spuren der industriellen Vergangenheit erhalten geblieben sind. Viele der ehemaligen Minen wurden geflutet und in Erholungsgebiete mit Sportanlagen und Seen umgewandelt.